# Rustsäter
Rustsäter, uttalas lokalt Russäter, är en gård med stark kulturhistoria belägen på Kinnekulle i Västra Götaland. Gården ligger högt upp på Kinnekulles västra sida med en utsikt över Vänern och Läckö slott på andra sidan Kinneviken.

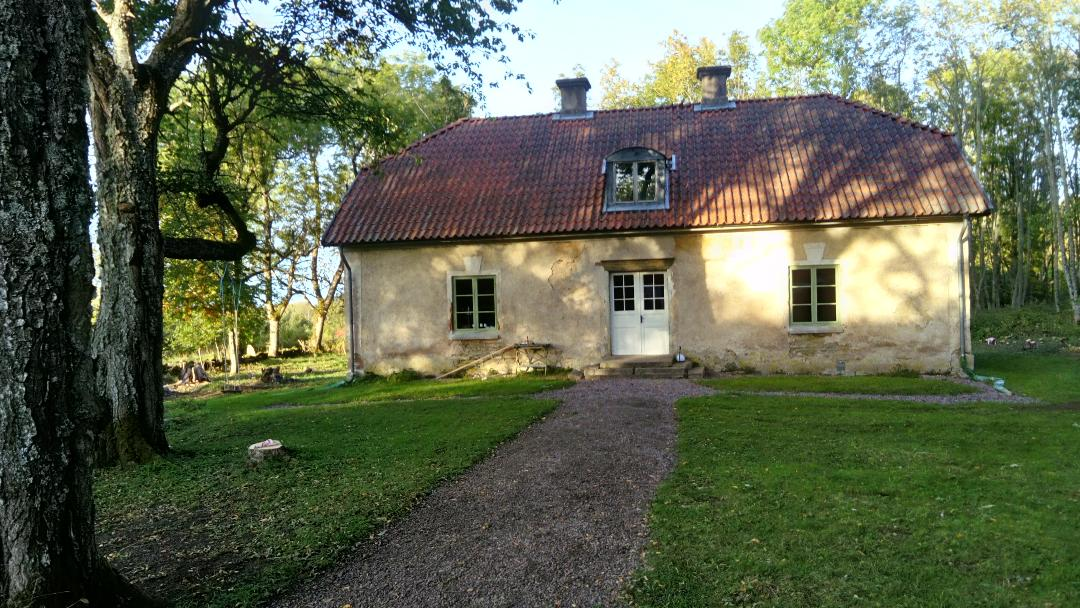
Kinnekulle Rustsäter, mangårdsbyggnaden år 2019.

Rustsäter är en av Kinnekulles många ålderdomliga byggnader, mangårdsbyggnaden är troligen från mitten av 1600-talet och är uppförd i putsad kalksten, stenväggarna är 70 cm tjocka. Byggningen har en sexdelad planlösning med yttermåtten 8,8 x 15 meter med valmat tak, den är byggd ovanpå en äldre stengrund med en källardel. År 1875 byggdes en separat arbetarbostad på gården i två våningar med flera lägenheter i rödmålat timmer. 1934 byggdes en ny för sin tid mycket modern ladugård med stall, fotavtrycket är ca 1 000 kvm. På 1970-talet var förfallet av mangårdsbyggnaden kraftigt, sedan byggnaden stått obebodd och jordbruket upphört. Från 1978 är mangårdsbyggnaden avskild och i privat ägo, även arbetarbostaden och ladugården jämte 2,5 hektar är numer avskild i en separat fastighet, även den i privat ägo.
Rustsäter har historiskt tillhört Hellekis säteri och drevs av en rättare jämte ett antal drängar och pigor så som en utgård på 64 Ha. Under 1900-talet ägdes Rustsäter av Skånska Cementa vars kalkstensbrytning bedrevs på och invid gården. Kalkstensbrytningen resulterade i ett stort dagbrott som idag sträcker sig precis fram till Rustsäter’s trädgård. Stora Kalkstensbrottet kallas lokalt även för ”Lilla Grand Canyon”, sedan 1970-talet har stenbrytningen upphört och idag utgör Stora Stenbrottet en välbesökt turistdestination.

Gårdsnamnet Rustsäter förekommer första gången i skrift när arvskifte förrättades 4 feb 1554 efter Axel Nilsson Posse af Såtenäs o Tun (född 1477, död år ca 1553). Han var i sitt andra gifte gift med Anna Axeldotter från Hällekisätten af Winstorpa, (1498-1582) och hon hade med sig Hellekis säteri jämte Rustsäter in i boet samt ett 50-tal andra hemman.

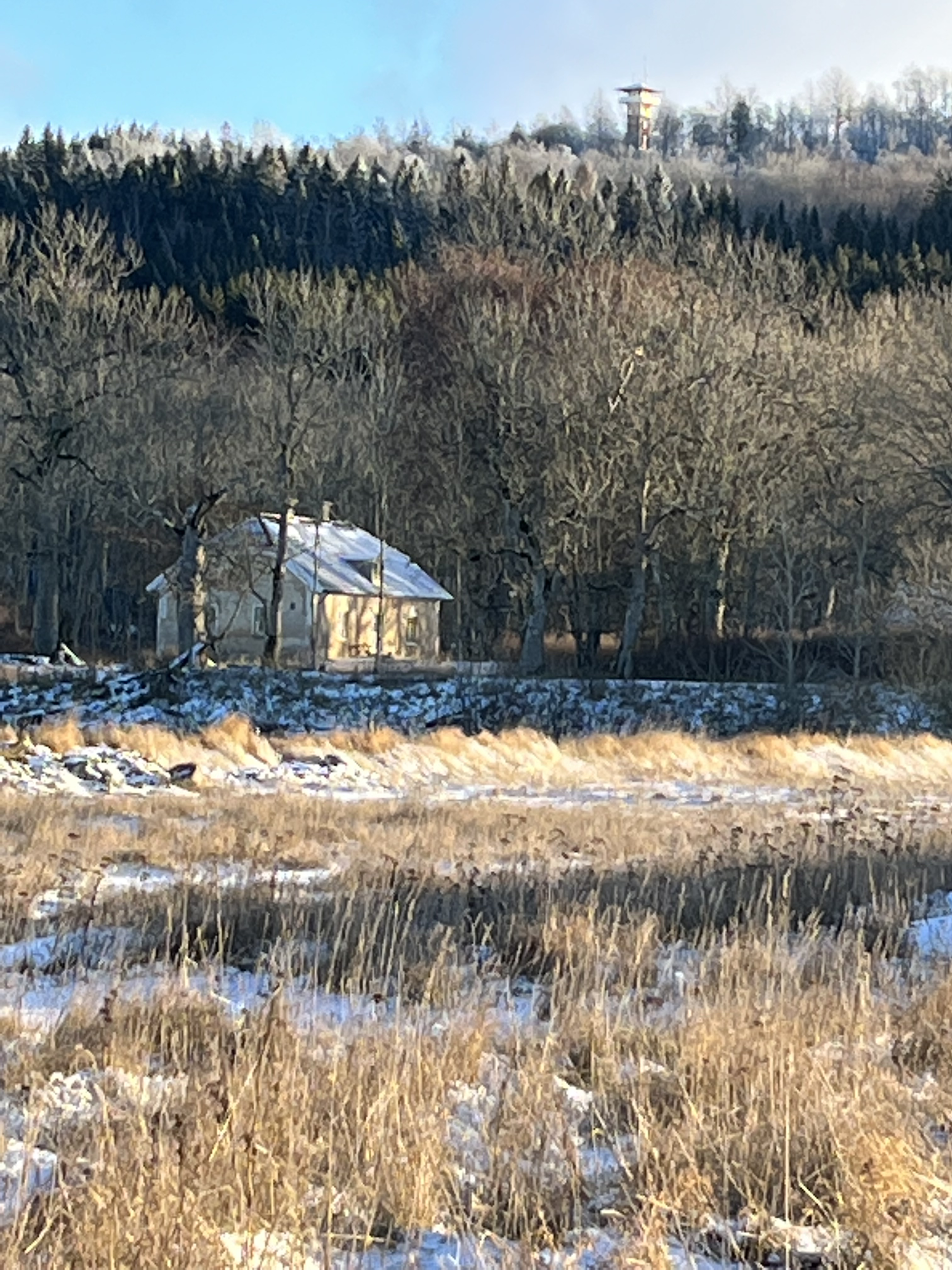
Rustsäter, mangårdsbyggnaden med högkullen i fonden med utsiktstornet.

## Personer och händelser på Rustsäter i utdrag
År 1616 föds Jonas Johannis Scarinius på Rustsäter. Jonas far (Johan Scarinius född 1584) är Rättare på Rustsäter likt hans farfar (Anders Scarinius Waenerberg) var innan dess.
Efter en lång karriär i kyrkans tjänst valdes Jonas den 12 februari 1675 till Biskop i Växjö stift. Scarinius förskrev att varje kyrka i Växjö stift förutom räkenskapsbok även skulle föra ministerialbok över vigda, döpta och avlidna samt en skriftebok med uppgifter om församlingsbornas framsteg i sina kristendomsstycken. Han dog i Växjö 1687 och ligger begravd i Växjödomkyrka.
Efter familjen Scarinius, flyttade konterfejaren Johannes Johan Aureller dä. in i på Rustsäter ca 1690 med sin familj. Johan Aureller dä. hade då skiljts från sin tjänst på Läckö slott som dekorations- och porträttmålare efter kungens reduktion av adelns tillgångar år 1680-82. Både Johan dä. och hans son Johan Aureller dy. kom att dekorera många av traktens kyrkor. J A dä. tillskrivs även biskopsporträttetav tidigare nämnde Biskop Jonas Scarinius, tavlan förvaras på Östrabo biskopsgård i Växjö. År 1703 erhåller J A dä. 40 daler för sin dekoration av närbelägna Medelplana kyrka, där hans altarverk än finns att beskåda.
Kung Fredrik I, besökte Kinnekulle 1728 och om detta besök återges följande beskrivning i tidningen år 1889: Af konung Fredrik 1 har man ett minne uti denna sten, rest vid hemmanet Rustsäter, hvarå läses detta rim: "Följande är passerat den -24 September året 1728, -Vår Sveriges Konung Friederich har - sin middag spisat här - Då han på jacht på Kullen var - Det stenen vittne bär - Som Mäster Per Stenhammar har - Satt upp för nåd han fick - Tå Kungen i Västerplana var och i thes werckstad gick". Stenen står kvar än idag ca 600 m söder om Rustsäter.
Carl von Linné besökte Kinnekulle på sin Västgöta resa och passerade Rustsäter den 19 juni 1746 och han noterar då. -"Kersebärsträn, wäxte wilda och stora som ekar omkring Rustsäter (Rösätter)". Än idag finns många mycket stora körsbärsträd i trädgården på Rustsäter. De båda träden till vänster om grusgången på fotografiet är körsbärsträd.
Lewi Pethrus, ledare inom Pingströrelsen (född 1884, dog 1974) besökte den 25 juni 1915 Rustsäter. -"Det var det märkliga året 1915. Mitt under brinnande världskrig samlades några vänner efter en välsignad konferens hos rättare Eriksson på Rustsäter. Mitt i sköna Västergötland. På ett särskilt sätt upplevde man där den sällsynt vackra naturens ro, som var rent obeskrivlig… Det hemmet var ett sannskyldigt paradis för oss unga predikanter. Där kunde man få vila ut och ha stillhet. Vi la oss i gröngräset i trädgården och läste bibeln nästan hela dagen, vi jämförde det ena Bibelstället med det andra och timmarna flög i väg." Där i trädgården på Rustsäter föddes tanken på en bibelstudievecka. Den första kom sedan att arrangeras år 1916 och är sedan dess en årlig tilldragelse i Pingströrelsen förlagd till Nyhem i Kölingared's socken i Västergötland. Den sk. Nyhemsveckan.

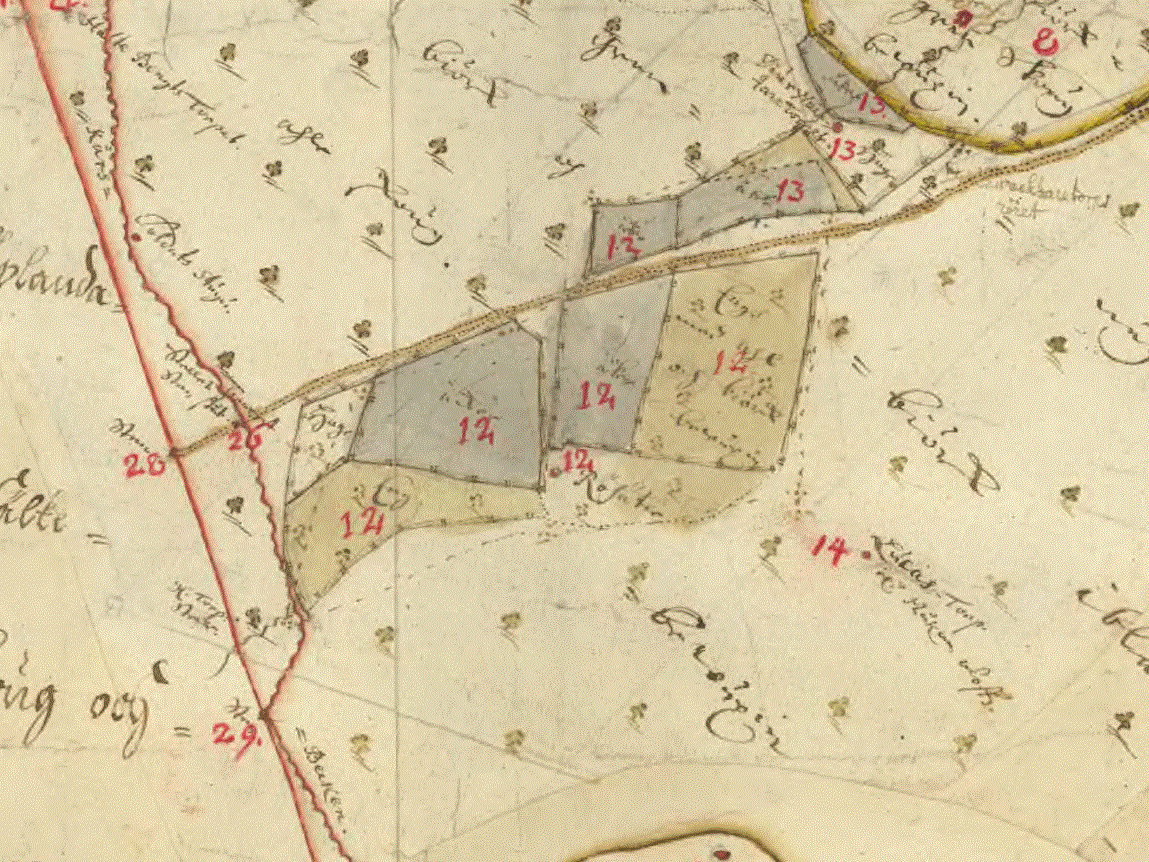
Karta år 1689, Rustsäter nr 12.